# Уходя в отрыв
«Уходя в отрыв» (англ. Breaking Away) (1979) — комедийная драма режиссёра Питера Йетса, завоевавшая премию «Оскар» за лучший сценарий.
По версии Американского института киноискусства картина занимает 8-е места в списках 100 вдохновляющих фильмов и «10 лучших фильмах о спорте» 10 фильмов из 10 жанров.

## Сюжет
Дейв, Майк, Сирил и Мучер — 19-летние друзья из университетского города Блумингтон, штат Индиана, год назад закончившие школу и стоящие на пороге вступления во взрослую жизнь, не зная, чем им заняться. Большую часть времени они проводят за купанием в заброшенном карьере.
Дейв большой поклонник итальянского образа жизни и культуры — слушает и поёт итальянскую музыку, называет родителей на итальянский манер, ест итальянскую пищу, учит язык по словарю, называет кота «Феллини», хотя того зовут Джек. Но прежде всего он без ума от главного итальянского увлечения — велоспорта, которым занимается на выигранном итальянском велосипеде «Masi». Мистеру Столлеру, бывшему каменотёсу, а ныне практичному продавцу поддержанных автомобилей, не нравится культурная направленность сына и то, что тот бреет ноги. Однако миссис Столлер относится к этому с пониманием, готовя Дейву итальянские блюда.
Нэнси просит своего парня Мучера помочь ей с переездом.
Друзья в очередной раз сталкиваются с более обеспеченными студентами университета Индианы, предпочитающими бассейн купанию в старом карьере, которые называют их «резчиками» — уничижительным для местных прозвищем, связанным с известняковой промышленностью штата и каменотёсами (придуманным специально для фильма взамен «стоунеров» в связи с предполагаемой связью с марихуаной).
Дейв знакомится со студенткой Кэтрин, догоняя ту на велосипеде и возвращая обронённую тетрадь. Пользуясь познаниями в итальянском, он пускает пыль в глаза «Катерине», называясь Энрико Джамонди, студентом по обмену. Род, парень Кэтрин, узнаёт об этом.
В город приезжает грузовик Чинзано, за которым в субботу прибудет итальянская команда, что радует Дейва. Он соревнуется с водителем в скорости, они так увлекаются, что машину останавливает полиция.
Одним вечером у студенческого общежития Дейв поёт для Кэтрин серенаду Фридриха фон Флотова «M’appari tutt’amor» под аккомпанемент гитары Сирила. Под аплодисменты друзья сбегают, так как приезжает Род с коллегами по братству. Род с ребятами избивают Сирила, приняв того за Дейва.
В столовой кампуса начинается массовая драка, зачиненная Мучером, решившим отомстить Роду за друга. Сирил отмахивается застрявшим шаром для боулинга и разбивает витрину. Беспорядок прекращает оперативно подоспевшая полиция. Президент университета делает студентам выговор за их высокомерное отношение к местным.
Друзья предлагают организовать велокоманду, так как для участия нужна регистрация четырёх человек, и бросить вызов университетской сборной.
Майк и Род плывут наперегонки в карьере. Ударившись головой о скалу, Майк начинает тонуть, но друзья спасают его.
Мистер Столлер, демонстрируя машину клиенту, чуть не сбивает сына на велосипеде. Не заводящийся автомобиль приходится отвозить эвакуатором. По совету жены тот нанимает Дейва помощником, хотя не хочет той же судьбы для него. После тяжёлого рабочего дня юноша тренируется перед соревнованиями, его стремления поддерживает мать. В один день мистеру Столлеру становится плохо, когда он вступает в спор с клиентами касаемо возврата автомобиля. Дейв решает ухаживать за отцом и отказаться от гонки, но миссис Столлер переубеждает его.
День соревнований. Дейв пытается доказать, что он гонщик, достойный лучших спортсменов Европы. Четвёрка из Чинзано уверенно лидирует, но Дейв внезапно нагоняет их. Раздражённые высокомерные итальянцы быстро ставят выскочку на место, заклинив у того насос в колесе, отчего Дейв падает. Юноша не скрывает слёз перед отцом. На следующий день он признаётся Кэтрин в обмане, разбивая той сердце.
Дейв избавляется от всего итальянского в комнате. В личном разговоре отец рассказывает ему, что вырезал камни для университета вместе с отцом Сирила, и что он не хочет, чтобы сын тоже стал каменотёсом, подбадривая его. Дейв, успешно сдавший вступительные экзамены, решает продолжить тренировки.
Кэтрин сообщает Дейву, что собирается уехать на работу в Чикаго. На семейном ужине мистер Столлер сообщает сыну, что в семье намечается пополнение, как тот того и хотел.
Наступает день ежегодной гонки «Little 500», включающей 200 кругов общей протяжённостью 80 километров, в которой принимает участие 32 команды по четыре человека, которые могут сменять друг друга. Звучит гимн, участники демонстративно проезжают перед трибунами. Соревнование начинается. Дейв под номером 34 стартует с соответствующего старта. «Резчикам» удаётся вырваться вперёд с последнего места. Мистер Столлер слушает трансляцию в машине, после чего присоединяется к жене за просмотром. После 100 кругов Дейв сохраняет первенство, лидируя с запасом в три четверти круга. Несмотря на падение, юноша доезжает до друзей. После споров, кому продолжить гонку, на велосипед садится Мучер, его сменяет Сирил. Команда университета удерживает лидерство на 170-м круге. Сирила сменяет Майк, выводящий команду на 4-е место. Друзья фиксируют ноги Дейва на педалях, тому придётся проехать последние 15 кругов. «Резчики» становятся шестыми. 190 кругов… 198… На последних секундах Дейв обгоняет Рода. Команда получает кубок, даже Род улыбается, аплодируя победителям.
Дейв поступает в университет и знакомится с симпатичной французской студенткой, оба катаются на велосипедах. Дейв говорит девушке о намерении включить в изучение французский и о «Тур де Франс», превознося достоинства французских велосипедистов. Проезжающий мимо мистер Столлер, начавший осваивать велосипед, окликает его, называя «шишкой», получает в ответ всё то же «papa», но уже на французский манер, и с удивлением оглядывается.
В конце фильма создатели благодарят жителей Блумингтона и Индианский университет за сотрудничество в создании фильма.

## В ролях
- Деннис Кристофер — Дейв Столлер
- Деннис Куэйд — Майк
- Дэниэл Стерн — Сирил
- Джеки Эрл Хейли — Мучер
- Пол Дули — Рэй Столлер, отец Дейва
- Барбара Бэрри — Эвелин Столлер, мать Дейва
- Робин Дугласс — Кэтрин «Кэт» Беннет, студентка
- Пи Джей Соулс — Сьюзи, подруга Кэтрин

## Награды и номинации
Полный перечень наград и номинаций — на сайте IMDB.
| Премия                                       | Категория                         | Имя              | Результат |
| -------------------------------------------- | --------------------------------- | ---------------- | --------- |
| Оскар                                        | Лучший оригинальный сценарий      | Стив Тесич       | Победа    |
| Оскар                                        | Лучший фильм                      | Питер Йетс       | Номинация |
| Оскар                                        | Лучший режиссёр                   | Питер Йетс       | Номинация |
| Оскар                                        | Лучшая женская роль второго плана | Барбара Бэрри    | Номинация |
| Оскар                                        | Лучшая музыка к фильму            | Патрик Уильямс   | Номинация |
| Золотой глобус                               | Лучший фильм — комедия или мюзикл |                  | Победа    |
| Золотой глобус                               | Лучший режиссёр                   | Питер Йетс       | Номинация |
| Золотой глобус                               | Лучший сценарий                   | Стив Тесич       | Номинация |
| Золотой глобус                               | Лучший новый актёр                | Деннис Кристофер | Номинация |
| BAFTA                                        | Самый многообещающий дебютант     | Деннис Кристофер | Победа    |
| Премия Национального совета кинокритиков США | Лучший актёр второго плана        | Пол Дули         | Победа    |